# Раде Марковић (глумац)
Радомир Марковић (Београд, 14. октобар 1921 — Забок, 10. септембар 2010) био је српски позоришни и филмски глумац.

## Биографија
Раде Марковић је матурирао 1939. године у Другој мушкој гимназији у Београду. Најпре је студирао Технички, а затим прешао на Филозофски факултет у Београду, да би се потом посветио глуми, на почетку само аматерски, са групом младих београдских ентузијаста прве послератне генерације који су пробали у просторијама Коларчевог универзитета. У тој групи је била и Оливера Ђорђевић (касније позната српска глумица Оливера Марковић) са којом се венчао 1945. године, и са којом је годину дана касније добио сина Горана, познатог српског редитеља.
Био је истакнути члан Београдског драмског позоришта 1950 — 1952. и 1954 — 1966. године, али је играо и на свим другим београдским сценама, на којима је остварио преко 200 улога. Нарочито је био сугестиван у карактерним улогама најширег распона.
Био је професор глуме на Академији драмских уметности у Новом Саду од 1983. до 1999. године. Тамо је извео 4 класе глумаца међу којима су Марко Живић, Милица Зарић, Срђан Тимаров, Драган Вујић, Радмила Томовић и Милан Чучиловић.
Позоришту је остао веран и након одласка у пензију,  све до своје смрти.
Био је спикер у првим филмским новостима по ослобођењу Београда, као и у многим краткометражним филмовима.
Дана 6. октобра 2010. године требало је да игра на премијери представе Златно теле у Народном позоришту у Београду, у режији свог сина Горана Марковића.
Био је на одмору у Клањецу, у кући своје друге супруге, када му је позлило. Преминуо је 10. септембра 2010. године у 89. години живота на кардиолошком одељењу болнице у Забоку, у Хрватској. Сахрањен је 15. септембра у Алеји заслужних грађана на Новом гробљу у Београду.

## Филмска каријера
Као филмски глумац дебитовао је 1948. године улогама скојевца-илегалца Мише у филму Бесмртна младост Војислава Нановића и недозрелог мужа Тонце у филму Софка Радоша Новаковића.
Био је стално присутан и тражен глумац. До 1987. године је наступио у око 60 филмова редитеља свих генерација. Особито је запажен у улогама, главним и већим споредним, ауторитативних личности.
С многим ауторима снимио је по неколико филмова: Чудотворни мач (1950) и Шолаја (1955, за коју је добио Златну арену за споредну улогу на фестивалу у Пули 1956) Војислава Нановића; Далеко је сунце (1953), Песма (1961), Операција Тицијан (1963) и Бекства (1968) Радоша Новаковића; Сумњиво лице (1954) и Пут око света (1964) Соје Јовановић; Зеница (1957) и Како су се волели Ромео и Јулија (1966) Јована Живановића; Први грађанин мале вароши (1961), Лето је криво за све (1961) и Девојка (1965) Пурише Ђорђевића; Рој (1966, за коју је добио прву награду /ex aequo/ за мушку улогу на фестивалу глумачког остварења у Нишу), Хасанагиница (1967), Делије (1968) и Бурдуш (1970) Миодрага Поповића; Диверзанти (1967) и Валтер брани Сарајево (1972) Хајрудина Крвавца; Клопка за генерала (1971) и СБ затвара круг (1974) Микија Стаменковића; Отписани (1974) и Краљевски воз (1982) Александра Ђорђевића; Национална класа (1979), Мајстори, мајстори (1980) и Вариола вера (1982) Горана Марковића.
Од осталих улога посебно се истичу оне у Туђој земљи (1957) Јозе Галеа, за коју је награђен другом наградом у Пули, и Радопољу (1963) Столета Јанковића, за коју је освојио пулску Сребрну арену. 
Наступао је и у иностранству (на пример Крадљивац брескви (1964), Вула Радева у Бугарској; Вода нешто носи (1969), Ј. Кадара и Е. Клоса у бившем СССР; Златне наочаре (1986), Ђулијана Монталде у Италији, као и у многобројним телевизијским драмама и серијама.
Режирао је и два документарна филма:
- Смех са сцене: Атеље 212 (1972)
- Међу нама: Слободан Перовић (1998) (ТВ)

## Награде
Сумирано, Раде Марковић је један од највећих и најпостојанијих имена српском глумишта у периоду од Другог светског рата па до новог миленијума. На филму је одиграо 81 улогу; у телевизијским драмама, серијама и другим емисијама 62 улоге, учествовао је у 186 радио-драма, а на позоришним сценама остварио је укупно 96 улога.
Као професор Академије уметности у Новом Саду извео је четири класе, са укупно 39 студената (Душан Јакишић, Драган Вујић Вујке, Радмила Томовић, Милан Чучиловић, Срђан Тимаров, Милица Зарић и други).
Током пет деценија глумачког присуства, пре свега на позоришној сцени, Марковић је стекао неподељена признања критике, публике и колега због најмање два разлога: дубоке оданости, може се рећи пуне посвећености позиву, што је најчешће доносило врхунска остварења, као и непосусталог трагања за новим, савременим и модерним глумачким изазовом, којим је настојао да помери стандарде у глуми у чему је био један од твораца авангардних позоришних путева у нашој средини.
Награђен је свим најзначајнијим стручним и друштвеним наградама и признањима: 
- две Стеријине награде: 1958. године за улогу Николетине Бурсаћа у представи Београдског драмског позоришта и 2002. године за улогу Пуковника З. у представи Пандорина кутија истог позоришта,
- три пулске Арене: 1956. године за улогу капетана Дренка у филму Шолаја, 1957. године за улогу у филму Туђа земља и 1963. године за улогу Илије у филму Радопоље,
- награда „Славица“ (данас награда „Павле Вуисић") 1989. године, као признање за изузетан допринос уметности глуме на домаћем филму,
- Октобарска награде града Београда,
- Добричин прстен” за 1998. годину (најзначајнија награда за глуму у Србији),
- Статуете Јоаким Вујић коју додељује Књажевско-српски театар из Крагујевца 2005. године, као и многе друге.

Као добитнику награде „Добричин прстен“, Савез драмских уметника Србије издао је зборник радова посвећен његовом укупном стваралаштву. Приређивач зборника је театролог Зоран Т. Јовановић. Њему у част је од 20. фебруара 2011. велика сцена Београдског драмског позоришта понела име „Раде Марковић“.

## Филмографија
|                   | 1940▼ | 1950▼ | 1960▼ | 1970▼ | 1980▼ | 1990▼ | 2000▼ | Укупно |
| ----------------- | ----- | ----- | ----- | ----- | ----- | ----- | ----- | ------ |
| Дугометражни филм | 2     | 12    | 30    | 18    | 18    | 5     | 3     | 88     |
| ТВ филм           | 0     | 1     | 2     | 19    | 5     | 3     | 0     | 30     |
| ТВ серија         | 0     | 0     | 3     | 37    | 18    | 4     | 2     | 64     |
| ТВ мини серија    | 0     | 0     | 0     | 4     | 1     | 2     | 0     | 7      |
| ТВ кратки филм    | 0     | 0     | 1     | 1     | 0     | 0     | 0     | 2      |
| Кратки филм       | 0     | 1     | 1     | 0     | 0     | 0     | 0     | 2      |
| Укупно            | 2     | 14    | 37    | 79    | 42    | 14    | 5     | 193    |

| Год.       | Назив                                              | Улога                                      |
| ---------- | -------------------------------------------------- | ------------------------------------------ |
| 1940-е▲    |                                                    |                                            |
| 1948.      | Бесмртна младост                                   | Миша                                       |
| 1948.      | Софка                                              | Томча                                      |
| 1950-е▲    |                                                    |                                            |
| 1950.      | Чудотворни мач                                     | Небојша                                    |
| 1953.      | Далеко је сунце                                    | Уча                                        |
| 1954.      | Сумњиво лице                                       | Жика                                       |
| 1955.      | Лажни цар                                          | Шћепан Мали                                |
| 1955.      | Шолаја                                             | Дренко, капетан Краљевске војске           |
| 1957.      | Мали човек                                         |                                            |
| 1957.      | Туђа земља                                         |                                            |
| 1957.      | Атомска бајка                                      |                                            |
| 1957.      | Зеница                                             |                                            |
| 1957.      | Не чекај на мај                                    |                                            |
| 1958.      | Николетина Бурсаћ (ТВ)                             | Николетина Бурсаћ                          |
| 1958.      | Те ноћи                                            | Павле                                      |
| 1958.      | Три жеље                                           | Петр                                       |
| 1960. е▲   |                                                    |                                            |
| 1961.      | Лето је криво за све                               | Мајор                                      |
| 1961.      | Песма                                              | Капетан Клаус                              |
| 1961.      | Први грађанин мале вароши                          | Мишко Радић                                |
| 1962.      | Саша                                               | Шпанац                                     |
| 1962.      | Козара                                             | Вукша                                      |
| 1963.      | Операција Тицијан                                  | Миха - инспектор полиције                  |
| 1963.      | Радопоље                                           | Илија                                      |
| 1963-1964. | На слово, на слово (ТВ серија)                     | Раде                                       |
| 1964.      | Пут око света                                      | Човек с ногом                              |
| 1964.      | Крадљивац бресака                                  | Иво Обреновић                              |
| 1965.      | Девојка                                            |                                            |
| 1965.      | Друга страна медаље                                | Огњен Ружић                                |
| 1966.      | Мост                                               |                                            |
| 1966.      | Војник                                             | Андреј                                     |
| 1966.      | Рој                                                |                                            |
| 1966.      | Штићеник                                           |                                            |
| 1966.      | Како су се волели Ромео и Јулија?                  | Реља Димитријевић                          |
| 1967.      | Хасанагиница                                       |                                            |
| 1967.      | Нож                                                | Коста Петров                               |
| 1967.      | Диверзанти                                         | Доктор                                     |
| 1967.      | Бомба у 10 и 10                                    | Марко                                      |
| 1968.      | Делије                                             |                                            |
| 1968.      | Стубови друштва (ТВ кратки)                        | Берник                                     |
| 1968.      | Тројица против свих... а жена четврта (ТВ)         |                                            |
| 1968.      | Бекства                                            |                                            |
| 1968.      | Тројица против свих (ТВ)                           |                                            |
| 1968.      | Ганнгстерски вођа                                  |                                            |
| 1968.      | Голи човјек                                        | Илија                                      |
| 1969.      | Нека далека свјетлост                              |                                            |
| 1969.      |                                                    |                                            |
| 1969.      | Под новим крововима                                |                                            |
| 1970-е▲    |                                                    |                                            |
| 1970.      | Случај Опенхајмер (ТВ)                             | Исак Раби                                  |
| 1970.      | Бабље лето                                         |                                            |
| 1970.      | Бициклисти                                         |                                            |
| 1970.      | Бурдуш                                             |                                            |
| 1971.      | Дом и лепота                                       |                                            |
| 1971.      | Клопка за генерала                                 | Генерал Дража Михајловић                   |
| 1971.      | Балада о свирепом...                               | Саво                                       |
| 1971.      | Операција 30 слова (серија)                        |                                            |
| 1971.      | Улога моје породице у свјетској револуцији         | Строги                                     |
| 1971.      | Директор                                           |                                            |
| 1972.      | Село без сељака (серија)                           |                                            |
| 1972.      | Ратнички таленат                                   |                                            |
| 1972.      | Несахрањени мртваци (ТВ)                           |                                            |
| 1972.      | Човек који је бацио атомску бомбу на Хирошиму (ТВ) | Бранилац                                   |
| 1972.      | Смех са сцене: Атеље 212                           | Тодор 1                                    |
| 1972.      | Заслуге                                            |                                            |
| 1972.      | Изданци из опаљеног грма (серија)                  | Вујовић                                    |
| 1972.      | Валтер брани Сарајево                              | Сеад Капетановић                           |
| 1973.      | Они лепи рођендани                                 |                                            |
| 1973.      | Браунингова верзија                                |                                            |
| 1973.      | Пикник на фронту (ТВ)                              | Господин Тепан                             |
| 1973.      | Сутјеска                                           | Радош                                      |
| 1974.      | Валтер брани Сарајево (серија)                     | Сеад Капетановић                           |
| 1974.      | Обешењак                                           |                                            |
| 1974.      | СБ затвара круг                                    | Марко Јанковић                             |
| 1974.      | Образ уз образ (серија)                            | Раде                                       |
| 1974.      | Отписани                                           | Милан                                      |
| 1974.      | Димитрије Туцовић (ТВ серија)                      | Јаша Продановић                            |
| 1975.      | Проклетиња                                         | Иследник                                   |
| 1975.      | Павле Павловић                                     | друг Цветић                                |
| 1974-1975. | Отписани (серија)                                  | Милан                                      |
| 1975.      | Кућа                                               | Саша                                       |
| 1975.      | Живот је леп (серија)                              | Професор Страхиња Хаџић                    |
| 1976.      | Процес Ђордану Бруну                               | Ђованни Моцениго                           |
| 1976.      | Повратак отписаних                                 | Милан                                      |
| 1976.      | Озрачени                                           |                                            |
| 1976.      | Морава 76 (серија)                                 |                                            |
| 1976.      | Метак у леђа                                       |                                            |
| 1976.      | Грлом у јагоде (серија)                            | Тата Богдан                                |
| 1977.      | 67. састанак Скупштине Кнежевине Србије (ТВ)       | Димитрије Јовановић (председник скупштине) |
| 1977.      | Специјално васпитање                               | Судија                                     |
| 1978.      | Окупација у 26 слика                               | Јаков, Михов отац                          |
| 1978.      | Пуном паром ТВ серија                              | Божо                                       |
| 1978.      | Чардак ни на небу ни на земљи (серија)             | Станислав                                  |
| 1978.      | Сироче                                             |                                            |
| 1978.      | Повратак отписаних (ТВ серија) (серија)            | Мајор Милан                                |
| 1978.      | Ласно је научити, него је мука одучити (серија)    |                                            |
| 1979.      | Прва српска железница (ТВ)                         | Емил Бонти                                 |
| 1979.      | Јоаким                                             |                                            |
| 1979.      | Слом (серија)                                      | Начелник генералштаба Генерал Петар Косић  |
| 1979.      | Национална класа                                   | Мома                                       |
| 1979.      | Трофеј                                             | Директор                                   |
| 1979.      | Бифе Титаник (ТВ)                                  | Наратор                                    |
| 1980-е▲    |                                                    |                                            |
| 1980.      | Мајстори, мајстори                                 | Милоје                                     |
| 1980.      | Петријин венац                                     | Доктор Николић                             |
| 1980.      | Јеленко (ТВ серија)                                | Дјед                                       |
| 1980.      | Снови, живот, смрт Филипа Филиповића               | Отац Василије Филиповић                    |
| 1981.      | Краљевски воз                                      | Курир                                      |
| 1981.      | Аретеј                                             |                                            |
| 1981.      | Дечко који обећава                                 | Слободанов отац                            |
| 1981.      | Светозар Марковић (серија)                         | Димитрије Матић                            |
| 1981.      | Шеста брзина                                       | Друг Филиповић                             |
| 1982.      | Киклоп                                             |                                            |
| 1982.      | Дивље месо                                         | Господин Херман Клауш                      |
| 1982.      | Микеланђело (ТВ)                                   | Професор                                   |
| 1982.      | Приче из радионице (серија)                        | Друг Филиповић                             |
| 1982.      | Вариола вера                                       | Управник Цоле                              |
| 1983.      | Киклоп (ТВ серија)                                 |                                            |
| 1983.      | Набујала река                                      |                                            |
| 1983.      | Како сам систематски уништен од идиота             | Синиша                                     |
| 1984.      | Не тако давно (ТВ серија)                          |                                            |
| 1984.      | Тајни дневник Сигмунда Фројда                      |                                            |
| 1985.      | Судбина уметника - Ђура Јакшић (ТВ)                | Стеван Тодоровић                           |
| 1986.      | Бал на води                                        | Др Светислав Поповић                       |
| 1986.      | Лијепе жене пролазе кроз град                      |                                            |
| 1987.      | Под рушевинама                                     |                                            |
| 1987.      |                                                    |                                            |
| 1988.      |                                                    | СС Капетан (Терезијенштат)                 |
| 1989.      | Сабирни центар                                     | Професор Миша                              |
| 1989.      | Сеобе                                              | Карло Лотарински                           |
| 1990-е▲    |                                                    |                                            |
| 1990.      | Јастук гроба мог (серија)                          | Доситеј Обрадовић                          |
| 1990.      |                                                    |                                            |
| 1991.      | Апис                                               |                                            |
| 1992.      |                                                    |                                            |
| 1992.      | Тито и ја                                          | Деда                                       |
| 1993.      | Пун месец над Београдом                            | Вампир Алимпије                            |
| 1993.      | Театар у Срба (серија)                             | Кир Јања                                   |
| 1993.      | Броз и ја (ТВ серија)                              | Деда                                       |
| 1995.      | Симпатија и антипатија (ТВ)                        | Јоаким Вујић                               |
| 1995.      | Убиство с предумишљајем                            | Др. Бранко Којовић                         |
| 1998.      | Кнез Михаило                                       |                                            |
| 2000-е▲    |                                                    |                                            |
| 2000.      | Земља истине, љубави и слободе                     | Небојша / Друг Марковић                    |
| 2001.      | Метла без дршке 5 (серија)                         | Господин Милидраговић                      |
| 2002.      | Казнени простор (серија)                           | Комшија Мика                               |
| 2003.      | Мали свет                                          | Стари доктор                               |
| 2005.      | Ми нисмо анђели 2                                  | Професор                                   |